# Alexis Vega
Artikeln följer den spanska namnseden; faderns efternamn är Vega och moderns efternamn Rojas.
Ernesto Alexis Vega Rojas, född 25 november 1997, är en mexikansk fotbollsspelare som spelar för Toluca.
Han blev olympisk bronsmedaljör i fotboll vid sommarspelen 2020 i Tokyo.